# Polarstern (schip, 1982)
De Polarstern is een Duits onderzoeksschip en tevens ijsbreker, uitgerust voor onderzoek in poolgebieden, net als de Russische Ivan Papanin. Het schip werd genoemd naar de Poolster. Het schip doet ook dienst ter bevoorrading van verschillende onderzoeksstations op Antarctica.
Een aantal soorten zeedieren, vooral uit noordelijke en zuidelijke poolzeeën die ontdekt zijn op expedities van de Polarstern zijn genoemd naar het schip, zoals de pissebed Furcarcturus polarsterni en de vlokreeft Bathypanoploea polarsterni. Ook het geslacht Polarsternium van borstelwormen dankt zijn naam aan het onderzoeksschip.
De Polarstern liet zich in de poolwinter van 2019-2020 in het ijs vastvriezen om langdurig onderzoek te doen. Pas in oktober 2020 meerde het schip terug aan.

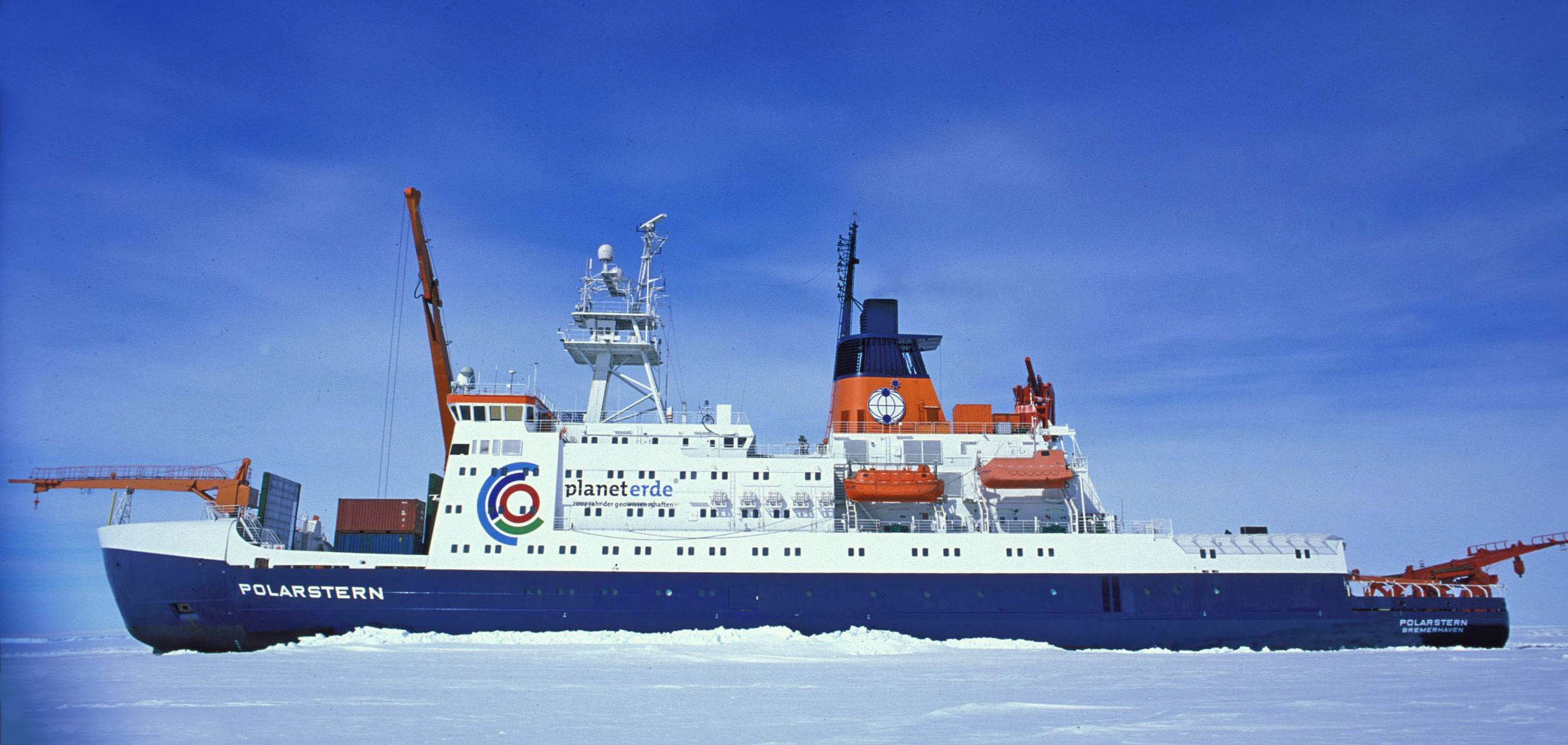
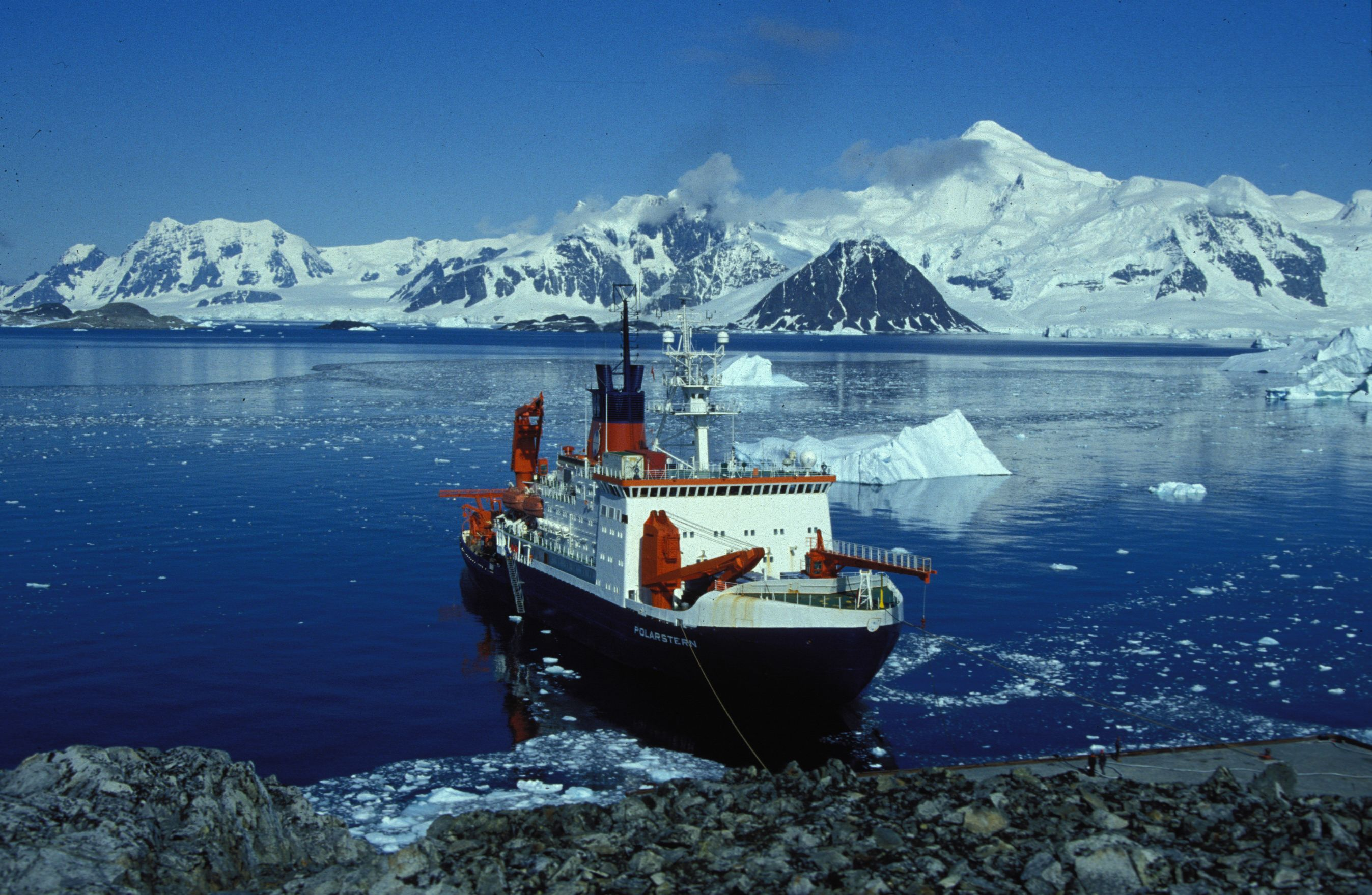